# Ścieskowate
Ścieskowate (Eucharitidae) – rodzina pasożytniczych błonkówek z nadrodziny bleskotek (Chalcidoidea).

## Zasięg występowania
Przedstawiciele tej rodziny występują na całym świecie. W Polsce stwierdzono występowanie jednego gatunku.

## Budowa ciała
Osiągają 2,5 do 4 mm długości ciała. Głowa mała, żuwaczki duże. Tułów silnie wysklepiony, "garbaty". Przedplecze małe i ukryte za głową w widoku grzbietowym. Scutellum silnie wysklepione. Boczna płytka tułowia (prepectus) położona w tej samej płaszczyźnie co przedplecze i zrośnięta z nim. Stylik nisko osadzony i silnie wydłużony, odwłok silnie rozdęty.

## Ekologia
Ścieskowate są wyspecjalizowanymi parazytoidami mrówek. Dorosłe osobniki składają jaja poza ich gniazdami. Ruchliwe larwy pierwszego stadium (planidia) aktywnie poszukują mrowisk i po dostaniu się do środka atakują poczwarki mrówek. Pasożytują na nich do przepoczwarczenia jako pasożyty zewnętrzne. W rozwoju ścieskowatych występuje nadprzeobrażenie. Dorosłe osobniki żyją wewnątrz kolonii mrówek i nie są atakowane przez robotnice. Do rozrodu dochodzi poza gniazdem, samice składają od 1000 do 10000 jaj.

## Znaczenie dla człowieka
Niektóre gatunki, np. Orasema simplex, badane są pod kątem potencjalnej skuteczności w biologicznej kontroli populacji inwazyjnych mrówek z rodzaju Solenopsis.

## Systematyka
Do ścieskowatrych należą 3 podrodziny obejmujące 55 rodzajów i 417 gatunków: 
- Oraseminae
- Eucharitinae
- Gollumiellinae

Pozycja systematyczna australijskiej podrodziny Akapalinae jest niepewna. Zhang i inni (2022) uznali ją za takson siostrzany do ścieskowatych.